# どげせん
『どげせん』は、企画・全面協力：板垣恵介、作・画：RINによる日本の漫画作品。『週刊漫画ゴラク』（日本文芸社刊）にて、2010年11月19日号（11月5日発売）より連載開始。
板垣とRINの共作クレジットによる連載は2011年10月21日号（10月7日発売）をもって中断したが、その後『ヤングキング』（少年画報社刊）にて、『どげせんR』（どげせんリターンズ）と改題して2012年8号（3月26日発売）から2013年3号（1月15日発売）まで連載された。
作品テーマは「土下座」。全ての事柄を土下座に結びつけており、土下座を謝罪だけでなく、感謝や祈願、さらには自分の意を通すための行為として描いている。
実態は板垣が原作を担当する漫画であるが、一般的なそれと異なり、口頭での打ち合わせで制作監修するため、このような表記になった。アイディアの起点となったのは板垣の知人編集者で、彼は頼み事のたびに往来でも土下座をしてわがままを通してしまう横着者であり、その暴力性は格闘技以上だったという畏怖が作品の原型となっている。

## 共作クレジットの解消と再開
2011年10月21日号（10月7日発売）の『週刊漫画ゴラク』誌上において、「土下座漫画」というジャンルに対する板垣・RIN双方の「土下座性の違い」を理由に、両名による共同制作体制が解消されることが編集部サイドより表明され、それまでの共作クレジットによる『どげせん』の連載を同号掲載の第25話をもって打ち切り、以降はRINによる単独原作・執筆にて仕切り直すとした。また、板垣の単独原作による土下座漫画の連載決定も同時に発表された。これを受けて同年12月30日号（12月16日発売）、板垣が新作土下座漫画『謝男』を連載開始。RINによる本編は『ヤングキング』に移籍して再開した。『謝男』は土下座に限らず座礼全般を扱い、『どげせんR』はあくまでも土下座を扱うといい、双方から勝負する旨のコメントが出ている。

## あらすじ
土下座。それは、命への執着の究極形態、 命恋（いのちごい）である。
ヤクザに追われる女がいた。訳ありの女を助けたのは、1人の中年男。女を助けるために男のとった行動、それは土下座だった。交差点のど真ん中で、何台もの車が行き交う中、土下座をしたまま男はヤクザに言う。
「この…通りでございます」「どうか…お赦しを」
ヤクザは踵を返し、男の前から立ち去った。平凡な中年男が、土下座によって本職のヤクザを追い込み、女を救ったのだ。
男の名は、樫宮高校教師・瀬戸発。食堂の頑固親父も一言居士の評論家も、彼の土下座の前に折れざるを得ない。今、瀬戸を中心にして、日本中に土下座旋風が吹き荒れようとしていた。

## 登場人物
※は『どげせんR』以降の登場人物。
瀬戸 発（せと はじめ）
眼鏡をかけ、口ひげを生やした、どこにでもいるような平凡な中年男。土下座をすることで己の意を貫く。私立樫宮（かしのみや）高校の補助教員として赴任、2年B組の担任になる。担当教科は現国と古典。第13話にて、正教員に昇格。『どげせんR』にて、繰り上がりで3年B組の担任に就任。
元タレントの田代まさしをモデルにしていたが、作者と田代との見解に若干のすれ違いがあった。詳細は田代まさし#関連文献を参照。

### 樫宮高校の生徒
田中 白也（たなか びゃくや）
2年B組の生徒。茶色く染めた髪を、肩まで伸ばした、今風の若者。2年生のアタマということになっているが、ハッタリだけで喧嘩は強くない。「頼んでばかり」の瀬戸のやり方に反感を抱く一方で、誰よりも瀬戸の土下座の力を目の当たりにし、その実力を認めている。
中西 アツシ（なかにし アツシ）
3年生で2年B組の羽根ミチの彼氏。避妊を拒んで瀬戸から「ナカダシ君」呼ばわりされるが、瀬戸の危険な説得に畏怖し行動を改める。
宇田川 おさみ（うだがわ おさみ）
暴力事件によって退学になり、樫宮高校2年B組に転入した巨漢。通称ウダガー。自慢の拳で樫宮高校を制圧しようとしたが、瀬戸の土下座により酷い暴力を味わった上、後日「人類王者」「ホモキン（ホモサピエンス・キングの略）」等と迷惑な称号を授けられそうになり、挫折する。
宿沢 ケジメ（しゅくさわ ケジメ）
2年B組の生徒。サングラスをかけ、ピアスや指輪やブレスレットを身に着けた不良めいた派手な格好をした学生だが、母親想い。
伊武 正俊（いぶ まさとし）
3年C組の生徒。柔道部員。都大会の個人戦準優勝者。
相沢（あいざわ）
不登校で引きこもりの女生徒。親が大富豪で、敷地内に遊園地まで設えられた豪邸に住んでいる。
三村 しずく（みむら しずく）
2年B組の女生徒。自分の肥満体型を苦にしていたが、瀬戸に土下座で“とあること”を請願されたのをきっかけに、ダイエットに成功する。
ウラジミール・タリエル ※
3年B組の男子生徒で、ロシアからの留学生。非常な長身で、かつ美形なため、女子生徒からの人気は高かった。当初は無口キャラを装うために日本語が話せないふりをしていたが、ある出来事をきっかけに関西弁で流暢に話せたことが判明する。

### 樫宮高校職員
竹辺 遇二（たけべ ぐうじ）
樫宮高校の教師。担当教科は倫理社会。年齢は59歳で独身。額の生え際が大きく後退している。瀬戸の鼻を明かすために必勝の策をもって挑むが、予想外の反撃によりかわされてしまう。その時の瀬戸の振舞に感じ入り、以後は瀬戸に心酔するようになる。
校長
私立樫宮高校の校長。土下座を安易な行為と断じ、土下座を何度も行う瀬戸を解雇しようとする。しかし、瀬戸の親族・祖先たちによる土下座請願を受け、また竹辺や生徒たちからの人望を知り、瀬戸を正教員に昇格させることを決める。以後は、瀬戸に、問題のある生徒の対応を頻繁に依頼するようになる。
小野 三千香（おの みちか）※
3年B組の副担任。34歳。担当は保健体育。元は都立の高校で教師を務めていたが、生徒の反感を買い辞職。樫宮高校の職員採用の面接の際に、土下座する瀬戸の姿に嫌悪感を抱き中座するが、瀬戸の強い推薦により採用が決まる。

### その他の人物
迫田 登志夫（さこた としお）
文芸組の若中。強面のヤクザで、債務者を逃がした瀬戸に詰め寄るが、瀬戸の土下座に逆に追い詰められる形となり、立ち去る。作中初めて瀬戸に土下座された人物。
その後組長の妻との浮気が発覚して糾弾されるが、瀬戸の助け舟もあり、想いを断ち切るとともに組長への忠義を示すことで赦される。
聖恵（きよえ）
訳ありの女子大生。ホストのヒロシにヘルスで働かされそうになったが、客とのトラブルで逃走。迫田に捕まったところを瀬戸の機転で逃がされる。
ヒロシ
ホスト。迫田との借金を帳消しにするために聖恵をヘルスで働かせようとしたが、逃走され更なる負債を背負う羽目になる。
千ちゃん食堂の店主
樫宮高校の近所で食堂を営んでいる男性。頑固な性格で、メニュー以外の注文やアレンジを受けないというこだわりを30年貫いてきたが、瀬戸に1秒で覆される。
賀来（かく）
学生横綱時代「死角なし」と言われてきた幕下力士。私生活では突き出た腹のせいで足元が死角になっている。
大島 弁（おおしま べん）
評論家。「言葉は命」がモットーの弁論家だが、瀬戸の無言の雪中土下座に何よりも雄弁な謝罪を感じ取る。
松川 夷蔵（まつかわ えびぞう）
名門12代目の歌舞伎役者で人間国宝。酒の席で酔って暴走族を挑発したため危機に陥るが、瀬戸の助け舟で伝説の奥義「華伏座（はなふざ）」を開眼し、難を逃れる。
田中部長（たなかぶちょう）
田中白也の父親。勤務先の今田商事で、社内の人間から「守護神」と呼ばれるほどの謝罪の達人。徹底的な謝罪により、クレームを受けるたびに逆に社を大きくしてきたとまで言われており、低姿勢の世渡りに強烈な自負を抱いている。自分に反発していた息子が「自分以上（以下？）に頭が低い」と言う瀬戸に対抗心を抱き、三者面談に平身低頭の態勢で臨むが、対面時の瀬戸の姿に立腹し、逆に土下座させてしまう。
S・グッドジョブズ ※
パーソナルコンピューター『MOK』の開発者。アイデアに行き詰まった1997年、修行に訪れた禅寺で瀬戸の土下座に刺激を受け、新型モデルのデザインに成功する。

## 単行本
- 企画・全面協力：板垣恵介、作・画：RIN[8] 『どげせん』 日本文芸社〈ニチブン・コミックス〉、全3巻
  1. 2011年3月4日発売 ISBN 978-4-537-12722-5
  2. 2011年6月29日発売 ISBN 978-4-537-12758-4
  3. 2011年11月28日発売 ISBN 978-4-537-12810-9
- RIN 『どげせんR』 少年画報社〈ヤングキングコミックス〉、全2巻
  1. 2012年8月27日発売 ISBN 978-4-7859-3907-6
  2. 2013年1月28日発売 ISBN 978-4-7859-4007-2